# فلوریدا کوستال ایرلاینز
فلوریدا کوستال ایرلاینز (به انگلیسی: Florida Coastal Airlines) یک شرکت هواپیمایی با کد یاتا PA است که در ۱۹۹۵ میلادی تأسیس شده‌است. دفتر مرکزی فلوریدا کوستال ایرلاینز در فورت لادردیل، فلوریدا، ایالات متحده آمریکا واقع شده‌است و قطب این شرکت هواپیمایی در فرودگاه بین‌المللی فورت لادرداله – هالی‌وود قرار دارد و به ۸ مقصد، پرواز انجام می‌دهد.